# Idioma anglonormando
El anglonormando es una antigua lengua de oïl, que se habló durante la Edad Media en Inglaterra en la corte real y entre la aristocracia anglonormanda.
Está emparentado con los modernos jerseyés, guerneseyés y naturalmente las variedades normandas, todas ellas descendientes de una variedad noroccidental de antiguo francés diferente de la que evolucionó al francés estándar.

## Historia
La conquista normanda de Inglaterra en 1066 por Guillermo el Conquistador, duque de Normandía, tuvo como consecuencia que empezara a usarse un idioma importado en un territorio en el que el pueblo hablaba inglés antiguo y lenguas célticas. El ejército de Guillermo se componía de soldados y capitanes procedentes de varias regiones del noroeste de Francia, al igual que los miembros de la Corte y los barones llegados posteriormente de Francia. En su origen, hablaban por lo tanto un conjunto de lenguas de oïl (como el picardo, aunque predominando el normando), en términos generales el francés antiguo hablado por los normandos. Esa amalgama de lenguas y dialectos evolucionó en una lengua insular hablada por la Corte y la aristocracia, conocida como anglonormando. Algunos lingüistas prefieren el término «anglo-francés» que refleja mejor el origen heterogéneo de esta lengua.
Guillermo y sus sucesores en el trono de Inglaterra no trataron de imponer el anglonormando como lengua oficial, y la población siguió utilizando el inglés medio. El latín, o más bien anglo-latín, se mantuvo a la par del anglonormando en los documentos administrativos y jurídicos, si bien fue perdiendo terreno a favor del anglonormando. A pesar de que la clase nobiliaria se fue fusionando con la población británica, los estrechos y constantes intercambios culturales, jurídicos y comerciales con Francia hicieron que el anglonormando permaneciera vivo en los escritos hasta mediados del siglo XV. Este era el idioma hablado y escrito en la Corte, entre la aristocracia, en los tribunales, los escritos eclesiásticos, las escuelas y las universidades. En menor medida lo hablaban también la pequeña nobleza y la burguesía naciente. Del siglo XIII al siglo XV, la correspondencia privada y comercial se escribía en anglonormando, o anglo-francés, sobre todo sí se tiene en cuenta que en la  Edad Media el francés era la lengua comercial de la Europa occidental. Por otro lado, entre el siglo XII y el siglo XIV se desarrolló una importante producción literaria en anglonormando, estrechamente vinculada con la literatura de la otra orilla del canal de la Mancha. Comprende crónicas, canciones de gesta, hagiografías, canciones y literatura didáctica y religiosa.
El anglonormando fue el idioma de las clases altas hasta el reinado de Enrique IV, quien fue el primer monarca de Inglaterra después de la conquista normanda en tener el inglés como su lengua materna en lugar de francés y este impuso el uso del inglés en la Corte.

## Supervivencia
A pesar de la desaparición del anglonormando, el inglés aún conserva muchas palabras originarias de este idioma (más de 5000). Queda poco rastro de su estructura gramatical, que solo se percibe en la terminología política y legal, donde muchas expresiones invierten el nombre y el adjetivo, como en attorney general, body politic, court martial y heir apparent, entre otras.

## Literatura y autores anglonormandos
Se denomina literatura anglonormanda a la compuesta en idioma anglonormando entre 1066 y 1204, periodo durante el cual el Ducado de Normandía e Inglaterra estuvieron unidos formando un único reino.
El idioma normando se introdujo en Inglaterra con Guillermo I "El conquistador". Tras la Invasión Normanda de Inglaterra, el conocido como "francés normando" se convirtió en la lengua de la nobleza inglesa: compartió con el latín, durante todo el siglo XII, la condición de lengua literaria de Inglaterra, y siguió usándose como lengua de la Corte hasta el siglo XV (hasta que Enrique VII de Inglaterra recuperó el inglés como lengua propia de los reyes). Tras la pérdida de las provincias francesas durante los siglos XIII y XIV, se establecieron en Inglaterra escuelas para la enseñanza del francés, entre las que destacaba la de Marlborough. De hecho, salvo por pequeñas diferencias gráficas y fonéticas, la lengua normanda era muy cercana al francés antiguo, dado que se trataba de una de las "lenguas de oïl".
El enorme prestigio del francés se mantuvo, efectivamente, hasta el siglo XIV, dominando la vida pública inglesa. Hasta 1363 no se pronunció ningún discurso de apertura del Parlamento de Inglaterra en inglés, y hasta el reinado de Enrique VII las leyes siguieron siendo escritas en anglonormando. Aunque durante la guerra de los Cien Años el estudio y el uso público y literario del francés descendió, siguió siendo el idioma clásico empleado en los tribunales hasta el siglo XVII; la lengua de gobierno hasta 1480, e incluso hoy sigue siendo la lengua oficial de las Islas del Canal, aunque el inglés prevalece desde 1901.